# Dyskografia Nicole Scherzinger
Artykuł przedstawia całkowitą dyskografię amerykańskiej wokalistki pop Nicole Scherzinger. Artystka w sumie wydała dwa albumy studyjne, trzynaście singli oraz dwanaście teledysków, dzięki wytwórniom Sony Music oraz Universal Music.
Nicole Scherzinger solową karierę rozpoczęła w roku 2006 gościnnie użyczając swego wokalu. Pierwszym komercyjnym sukcesem stała się piosenka „Come to Me” Diddy'ego z udziałem wokalistki, który znalazł się w Top 10 oficjalnych notowań w takich krajach jak Niemcy, Stany Zjednoczone czy Wielka Brytania. W roku 2007 artystka wydała na rynki muzyczne piosenkę „Whatever U Like”, pierwszą sygnowaną własnym nazwiskiem, która nie zyskała na popularności nie będąc notowaną w zestawieniu Billboard Hot 100. Kilka tygodni później ukazał się drugi singel zatytułowany „Baby Love”; utwór zyskał umiarkowany sukces w krajach europejskich, jednak nie był popularny w Ameryce Północnej co spowodowało wstrzymanie solowej kariery Scherzinger, wycofanie wydania debiutanckiego albumu studyjnego Her Name Is Nicole oraz powrót wokalistki do działalności artystycznej z zespołem Pussycat Dolls.
Po rozpadzie grupy Pussycat Dolls w roku 2010 artystka ponownie zaczęła działalność solową wydając na rynki muzyczne singel „Poison”. Piosenka zyskała sukces na Wyspach Brytyjskich stając się pierwszym singlem z debiutanckiego albumu Killer Love (2011). Wydawnictwo promowało pięć singli, z których „Don't Hold Your Breath” oraz „Right There” stały się hitami zyskując certyfikaty przyznawane przez British Phonographic Industry, jednocześnie ugruntowując solową pozycję na światowych rynkach muzycznych. Umiarkowany sukces singli wydanych na rynkach północnoamerykańskich spowodował wycofanie premiery albumu w Kanadzie i Stanach Zjednoczonych.
W roku 2013, po rocznej przerwie w działalności artystcznej ukazał się singel „Boomerang”; piosenka zyskała sukces jedynie na Wyspach Brytyjskich. Rok później Nicole Scherzinger zakończyła współpracę z dotychczasową wytwórnią muzyczną Interscope Records, podpisując kontrakt z firmą fonograficzną RCA Records. Pierwszym singlem wydanym przez artystkę we współpracy z wytwórnią jest piosenka „Your Love”.

## Albumy studyjne
| Killer Love                                         | - Wydany: 18 marca 2011 - Wytwórnia: Interscope - Format: CD, digital download | 26 | 23  | 85 | 14 | 66 | 34 | 55 | 8  | - UK: Złoto |
| Big Fat Lie                                         | - Wydany: 17 października 2014 - Wytwórnia: RCA - Format: CD, digital download | –  | 108 | –  | 39 | –  | –  | 95 | 17 |             |
| "–" album nie był notowany, bądź nie został wydany. |                                                                                |    |     |    |    |    |    |    |    |             |

## Single
| „Whatever U Like”[A] (z gościnnym udziałem T.I.a)    | 2007 | –[B] | –  | 57 | –  | –  | –  | –  | –  | –  | –                                       | —           |
| „Baby Love”[A] (z gościnnym udziałem will.i.ama)     | 2007 | –[C] | 58 | –  | 5  | 15 | 56 | –  | 14 | 14 | –                                       | —           |
| „Supervillain”[A]                                    | 2007 | –    | –  | –  | –  | –  | –  | –  | –  | –  | –                                       | —           |
| „Puakenikeni”[A] (z gościnnym udziałem Brick & Lace) | 2007 | –    | –  | –  | –  | –  | –  | –  | –  | –  | –                                       | —           |
| „Poison”                                             | 2010 | –    | –  | –  | –  | 7  | –  | –  | –  | 3  | - UK: Srebro                            | Killer Love |
| „Don't Hold Your Breath”                             | 2011 | 85   | 17 | 70 | –  | 4  | 44 | 21 | 62 | 1  | - AUS: Platyna - UK: Złoto              | Killer Love |
| „Right There” (z gościnnym udziałem 50 Centa)        | 2011 | 39   | 8  | 44 | 61 | 7  | –  | 7  | –  | 3  | - US: Złoto - AUS: Platyna - UK: Srebro | Killer Love |
| „Wet”                                                | 2011 | –    | 34 | –  | –  | 10 | –  | –  | –  | 21 | –                                       | Killer Love |
| „Try with Me”                                        | 2011 | –    | –  | –  | –  | 29 | –  | –  | –  | 18 | –                                       | Killer Love |
| „Boomerang”                                          | 2013 | –    | –  | –  | –  | 9  | –  | –  | –  | 6  | –                                       | —           |
| „Your Love”                                          | 2014 | –    | 51 | –  | 99 | 30 | –  | –  | 67 | 6  | –                                       | Big Fat Lie |
| „Run”                                                | 2014 | –    | –  | –  | –  | 63 | –  | –  | –  | 46 | –                                       | Big Fat Lie |
| „On the Rocks”                                       | 2014 | –    | –  | –  | –  | –  | –  | –  | –  | 90 | –                                       | Big Fat Lie |
| "–" singel nie był notowany, bądź nie został wydany. |      |      |    |    |    |    |    |    |    |    |                                         |             |

### Z gościnnym udziałem
| „Lie about Us” (Avant featuring Nicole Scherzinger)                                        | 2006 | –    | –  | –  | –  | –  | –  | –  | – | –  | 76 | Director             |
| „You Are My Miracle” (Vittorio featuring Nicole Scherzinger)                               | 2006 | –    | –  | –  | –  | –  | –  | –  | – | –  | –  | In the Hands of Love |
| „Come to Me” (Diddy featuring Nicole Scherzinger)                                          | 2006 | 9    | 11 | –  | 15 | 6  | 3  | 45 | 9 | 3  | 4  | Press Play           |
| „Scream” (Timbaland featuring Keri Hilson & Nicole Scherzinger)                            | 2007 | –[D] | 20 | 41 | –  | 9  | 10 | 16 | 9 | 45 | 12 | Shock Value          |
| „Jai Ho! (You Are My Destiny)” (A.R. Rahman & Pussycat Dolls featuring Nicole Scherzinger) | 2009 | 15   | 1  | 4  | 3  | 29 | 1  | 42 | 2 | 7  | 2  | Doll Domination      |
| „We Are the World 25 for Haiti” (jako członkini Artists for Haiti)                         | 2010 | 2    | 18 | 7  | –  | –  | 9  | –  | 8 | –  | 50 | Singel charytatywny  |
| „Heartbeat” (Enrique Iglesias featuring Nicole Scherzinger)                                | 2010 | –    | 5  | 72 | 4  | –  | 21 | 33 | 9 | –  | 8  | Euphoria             |
| „Coconut Tree” (Mohombi featuring Nicole Scherzinger)                                      | 2011 | –    | –  | 80 | 75 | –  | –  | –  | – | –  | –  | MoveMeant            |
| „Fino All'Estasi”[E] (Eros Ramazzotti featuring Nicole Scherzinger)                        | 2013 | –    | –  | –  | –  | –  | –  | –  | – | –  | –  | Noi                  |
| „Missing You” (Alex Gaudino featuring Nicole Scherzinger)                                  | 2013 | –    | –  | –  | –  | –  | –  | –  | – | –  | –  | —                    |
| "–" singel nie był notowany, bądź nie został wydany.                                       |      |      |    |    |    |    |    |    |   |    |    |                      |

Adnotacje
- ^[A] Piosenki „Whatever U Like”, „Baby Love”, „Supervillain” oraz „Puakenikeni” zostały nagrane na wycofany debiutancki album studyjny Scherzinger zatutyłowany Her Name Is Nicole. Limitowana cyfrowa wersja albumu Doll Domination zespołu Pussycat Dolls zawiera kompozycję „Baby Love” uznaną jako bonusowy utwór wydawnictwa.
- ^[B] Singel „Whatever U Like” nie znalazł się na notowaniu Billboard Hot 100, jednak znalazł się na pozycji czwartej w zestawieniu Bubbling Under Hot 100 Singles, które jest 25-pozycyjnym rozszerzeniem notowania Hot 100[16].
- ^[C] Singel „Baby Love” nie znalazł się na notowaniu Billboard Hot 100, jednak znalazł się na pozycji ósmej w zestawieniu Bubbling Under Hot 100 Singles, które jest 25-pozycyjnym rozszerzeniem notowania Hot 100[16].
- ^[D] Singel „Scream” nie znalazł się na notowaniu Billboard Hot 100, jednak znalazł się na pozycji dwudziestej drugiej w zestawieniu Bubbling Under Hot 100 Singles, które jest 25-pozycyjnym rozszerzeniem notowania Hot 100[17].
- ^[E] Wersja piosenki w języku spanglish zatytułowana „Hasta el Éxtasis”, również zawierająca gościnny wokal Nicole Scherzinger, znalazła się na hiszpańskiej wersji albumu Erosa Ramazzotti Somos i została wydana jako singel.

### Inne notowane piosenki
| Tytuł                                                                              | Rok  | Pozycje na listach | Pozycje na listach | Album      |
| Tytuł                                                                              | Rok  | AUS                | CAN                | Album      |
| ---------------------------------------------------------------------------------- | ---- | ------------------ | ------------------ | ---------- |
| „Numba 1 (Tide Is High)” (Kardinal Offishall featuring Rihanna/Nicole Scherzinger) | 2008 | –                  | 47                 | Not 4 Sale |
| „Hotel Room Service” (remix) (Pitbull featuring Nicole Scherzinger)                | 2010 | 58                 | –                  | Rebelution |

## Teledyski
| Tytuł                              | Rok  | Reżyser                   |
| ---------------------------------- | ---- | ------------------------- |
| „Whatever U Like”                  | 2007 | Paul Hunter               |
| „Baby Love”                        | 2007 | Francis Lawrence          |
| „Poison”                           | 2010 | Joseph Kahn               |
| „Don't Hold Your Breath”           | 2011 | Rich Lee                  |
| „Right There”                      | 2011 | Paul Hunter               |
| „Right There” (wersja z 50 Centem) | 2011 | Paul Hunter               |
| „Wet”                              | 2011 | Justin Francis            |
| „Try with Me”                      | 2011 | Aaron Platt, Joseph Toman |
| „Boomerang”                        | 2013 | Nathalie Canguilhem       |
| „Your Love”                        | 2014 | Dawn Shadforth            |
| „On the Rocks”                     | 2014 | Tim Mattia                |
| „Run”                              | 2014 | Christopher Sims          |

Z gościnnym udziałem
| Tytuł                                   | Rok  | Reżyser           | Artysta                                                        |
| --------------------------------------- | ---- | ----------------- | -------------------------------------------------------------- |
| „Amber”                                 | 2002 | The Malloys       | 311 (występ gościnny)                                          |
| „Lie about Us”                          | 2005 | Benny Boom        | Avant (feat. Nicole Scherzinger)                               |
| „You are my Miracle”                    | 2006 | Declan Whitebloom | Vittorio (feat. Nicole Scherzinger)                            |
| „Come to Me”                            | 2006 | Chris Robinson    | Diddy (feat. Nicole Scherzinger)                               |
| „Scream”                                | 2008 | Justin Francis    | Timbaland (feat. Keri Hilson & Nicole Scherzinger)             |
| „Yes We Can”                            | 2008 | Jesse Dylan       | will.i.am (występ gościnny)                                    |
| „Please Don’t Bomb Nobody This Holiday” | 2009 | —                 | The Dan Band (występ gościnny)                                 |
| „We Are the World 25 for Haiti”         | 2010 | Paul Haggis       | Artists for Haiti                                              |
| „Heartbeat”                             | 2010 | Hiro Murai        | Enrique Iglesias (feat. Nicole Scherzinger)                    |
| „(It) Feels So Good”                    | 2011 | Ray Kay           | Steven Tyler (występ gościnny)                                 |
| „Coconut Tree”                          | 2011 | X                 | Mohombi (feat. Nicole Scherzinger)                             |
| „I Like How It Feels”                   | 2011 | Enrique Iglesias  | Enrique Iglesias (feat. Pitbull & The WAV.s) (występ gościnny) |
| „Fino All'Estasi”                       | 2013 | Robert Hales      | Eros Ramazzotti (feat. Nicole Scherzinger)                     |
| „Hasta El Éxtasis”                      | 2013 | Robert Hales      | Eros Ramazzotti (feat. Nicole Scherzinger)                     |
| „Io Ti Penso Amore”                     | 2013 | Tom King          | David Garrett (feat. Nicole Scherzinger)                       |